# مایکل آرندت
مایکل آرندت (انگلیسی: Michael Arndt؛ زادهٔ ) یک فیلم‌نامه‌نویس اهل ایالات متحده آمریکا است.
وی همچنین برنده جوایزی همچون جایزه اسکار بهترین فیلم‌نامه غیراقتباسی شده است.
در مورد اعتقادات شخصی و فرهنگ رفتاری او اطلاعات عمومی محدودی وجود دارد، زیرا او معمولاً زندگی شخصی خود را از انظار عمومی دور نگه می‌دارد. با این حال، برخی از جنبه‌های شخصیت و رویکرد حرفه‌ای او را می‌توان از طریق مصاحبه‌ها و آثارش استنباط کرد.
اعتقادات و فرهنگ رفتاری:
۱. تعهد به داستان‌سرایی قوی: آرندت به داستان‌سرایی و ایجاد شخصیت‌های عمیق و باورپذیر اهمیت زیادی می‌دهد. او در مصاحبه‌ها تأکید کرده است که برای نوشتن یک فیلمنامه خوب، باید به شخصیت‌ها و روابط آن‌ها توجه ویژه‌ای داشت.
۲. تمرکز بر فرآیند نوشتن: او معتقد است که نوشتن یک فرآیند پیچیده و زمان‌بر است و نیاز به صبر و تلاش فراوان دارد. آرندت اغلب درباره اهمیت بازنویسی و اصلاح فیلمنامه‌ها صحبت می‌کند.
۳. فروتنی و همکاری: آرندت به عنوان فردی فروتن و همکار توصیف شده است. او در پروژه‌های بزرگ مانند «داستان اسباب‌بازی ۳» با تیم‌های بزرگی کار کرده و توانسته است به خوبی با دیگران همکاری کند.
۴. علاقه به سینمای مستقل: قبل از ورود به هالیوود، آرندت در زمینه سینمای مستقل فعالیت می‌کرد. این تجربه احتمالاً بر نگاه او به سینما و داستان‌سرایی تأثیر گذاشته است.
۵. تأکید بر پایان‌بندی قوی: آرندت معتقد است که پایان‌بندی یک فیلم باید قوی و به یاد ماندنی باشد. او در فیلم‌نامه‌های خود سعی می‌کند پایان‌هایی ایجاد کند که برای مخاطب رضایت‌بخش و معنادار باشد.
سبک نوشتاری:
شخصیت‌محور: فیلم‌نامه‌های آرندت معمولاً حول محور شخصیت‌های پیچیده و رشد آن‌ها می‌چرخد.
تعادل بین طنز و درام: او توانایی خاصی در ترکیب طنز و درام دارد، که این موضوع در فیلم‌هایی مانند «خورشید کوچک» به خوبی دیده می‌شود.
در کل، مایکل آرندت به عنوان یک فیلمنامه‌نویس متعهد، خلاق و بااستعداد شناخته می‌شود که به داستان‌سرایی و توسعه شخصیت‌ها اهمیت زیادی می‌دهد.